# Migração humana

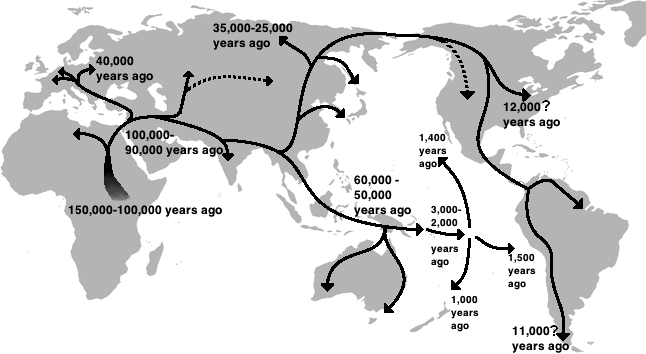
Migração humana de acordo com a hipótese da Origem Recente Africana.

Taxas anuais de migração 2015-2020.
Em verde: maior taxa de imigração (chegada de estrangeiros).
Em vermelho: pelo menos tantas pessoas deixam o país (emigração) quanto entram nele.
Previsão da ONU em 2019.

As migrações humanas tiveram lugar em todos os tempos e numa variedade de circunstâncias. Têm sido, tribais, nacionais, internacionais, de classes ou individuais. As suas causas têm sido políticas, econômicas, religiosas, étnicas ou por mero amor à aventura. As suas causas e resultados, são fundamentais para o estudo da etnologia, história política ou social, e para a economia política.

Mapa das primeiras migrações humanas baseadas na teoria Fora de África.
Homo sapiens
Neandertais
Primeros hominídeos

Nas suas origens naturais, podem referir-se as migrações do Homo erectus, depois seguidas das do Homo sapiens, saindo de África, através da Euroásia, sem dúvida, usando algumas das rotas disponíveis, pelas terras, para o norte dos Himalaia, que se tornaram posteriormente a Rota da Seda, e através da Beríngia (ponte terrestre de Bering).
Sob a forma de conquista, a pressão das migrações humanas, afetou as grandes épocas da história (e.g. a queda do Império Romano no Ocidente); sob a forma de migração colonial, transformou todo o mundo (e.g. a pré-história e a história dos povoados da Austrália e Américas).
A migração forçada, tem sido um meio de controle social, dentro de regimes autoritários, mesmo sob livres iniciativas, é o mais poderoso factor, no meio social de um pais (e.g. o crescimento da população urbana). Incluem-se neste caso as migrações pendulares referidas abaixo e também as grandes imigrações, em que os migrantes se fixaram num país diferente, trazendo sua cultura e adotando a do país de acolhimento.
Nos últimos anos os estudos migratórios têm se ampliado e explorado outras facetas do fenômeno, superando análises que se restringiam a dimensão econômica e a categoria trabalho, e visões dualistas. Por exemplo, acreditava-se que boa parte dos migrantes, que nos dias de hoje mudam de país, continuam a manter práticas e redes de relações sociais que se estendem entre o país de origem e o de destino, interligando-os na sua experiência migratória. Trata-se de um "transnacionalismo" que transcende os conceitos de migração temporária e migração permanente.
Dentre os temas emergentes pode-se citar, as migrações a partir da perspectiva de gênero, fuga de capital humano (fuga de cérebros), as migrações para o estudo, a migração entre países em desenvolvimento como as do contexto sul-sul, entre outras.

## Migrações na História

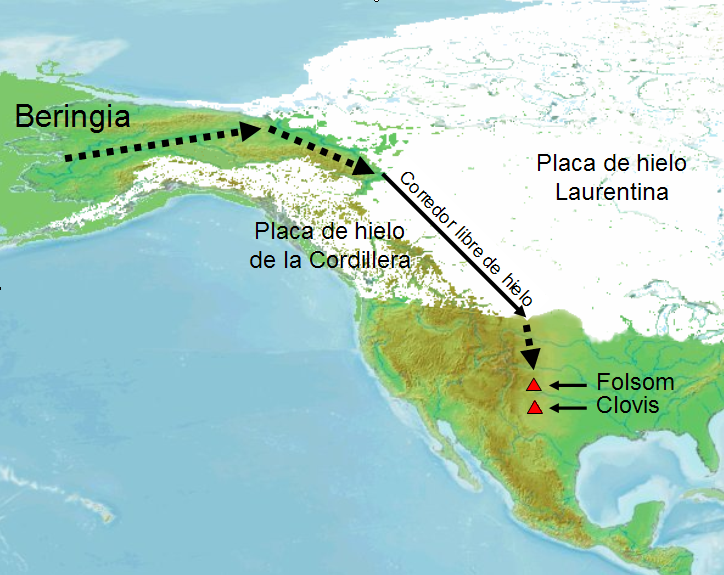
Possível rota de entrada do homem na América, através da Beríngia, segundo a Teoria de Clóvis.

A evolução migratória do Homo sapiens, ocorreu na África Oriental há entre 190.000 e 160.000 anos, onde, tudo leva a crer, se desenvolveu a primeira anatomia humana moderna. É também provável que o Homo sapiens, depois se espalhou para o leste do Mediterrâneo em torno de há 100.000 a 60.000 anos, e pode ter chegado à atual China há 80.000 anos, e daí para a Austrália e, posteriormente, chegou as Américas. Atualmente os seres humanos estão distribuídos em toda a Terra, principalmente nos continentes e ilhas do planeta.

### Migração indo-europeia
Em comparação com alturas mais recentes, pouco se sabe sobre os habitantes protoindo-europeus da Europa Antiga. A língua basca teve origem nessa época, assim como a língua georgiana. Os povos que trouxeram as línguas indo-europeias parecem ter sido originários das estepes a norte do mar Cáspio, penetrando na Europa, pela bacia do Mar Egeu e pelo planalto iraniano, em várias e diferentes investidas.

### Imigração para o Brasil
A vinda de imigrantes para o Brasil delineia-se a partir da abertura dos portos às "nações amigas" (1808) e da independência do país (1822). É importante distinguir o legado dos imigrantes portugueses no Brasil daquele legado da colonização até 1822 que também trouxe benefícios para a formação sócio-econômica do Brasil. Foram momentos históricos diferentes. A trajetória de muitos imigrantes é um exemplo da importância tanto do empreendedorismo quanto da formação e educação profissional para o desenvolvimento de pessoas, empresas e países. Além disso, os imigrantes portugueses difundiram no Brasil e no mundo o idioma e a variada cultura portuguesa.
À margem dos deslocamentos populacionais voluntários, cabe lembrar que milhões de negros foram obrigados a cruzar o oceano Atlântico, entre os séculos XIV e XIX, com destino ao Brasil, constituindo a mão-de-obra escrava. Os monarcas brasileiros trataram de atrair imigrantes para a região sul do país, oferecendo-lhes lotes de terra para que se estabelecessem como pequenos proprietários agrícolas. Vieram primeiro os alemães e, a partir de 1870, os italianos, duas etnias que se tornaram majoritárias nos estados de Paraná, Santa Catarina e Rio Grande do Sul. Entretanto, a grande leva imigratória começou em meados de 1880, com características bem diversas das acima apontadas.
A principal região de atração passou a ser o estado de São Paulo e os objetivos básicos da política imigratória mudaram. Já não se cogitava de atrair famílias que se convertessem em pequenos proprietários, mas de obter braços para a lavoura de café, em plena expansão em São Paulo. A opção pela imigração em massa foi a forma de se substituir o trabalhador negro escravo, diante da crise do sistema escravista e da abolição da escravatura (1888). Ao mesmo tempo, essa opção se inseria no quadro de um enorme deslocamento trans-oceânico de populações que ocorreu em toda a Europa, a partir de meados do século XIX, mantendo-se até o início da Primeira Guerra Mundial. A vaga imigratória foi impulsionada, de um lado, pelas transformações sócio-econômicas que estavam ocorrendo em alguns países da Europa e, de outro, pela maior facilidade dos transportes, devido a generalização da navegação a vapor e do barateamento das passagens. A partir das primeiras levas, a imigração em cadeia, ou seja, a atração exercida por pessoas estabelecidas nas novas terras, chamando familiares ou amigos, desempenhou papel relevante.
Após os primeiros anos de dificuldades extremas, os imigrantes acabaram por se integrar à sociedade brasileira. Em sua grande maioria, ascenderam socialmente, mudando a paisagem sócio-econômica e cultural do Centro-sul do Brasil. Na região Sul, vincularam-se à produção do trigo, do vinho, e às atividades industriais; em São Paulo, impulsionaram o desenvolvimento industrial e o comércio. Nessas regiões, transformaram também a paisagem cultural, valorizando a ética do trabalho, introduzindo novos padrões alimentares e modificações na língua portuguesa, que ganhou palavras novas e um sotaque particular.
| Maior imigração | Países                  | Destino |
| --------------- | ----------------------- | --- |
| 1ª              | Portugueses             | Todo o Brasil |
| 2ª              | Árabes, Turcos e Persas | Todo o Brasil |
| 3°              | Italianos               | Espírito Santo, Minas Gerais, São Paulo, Paraná, Santa Catarina, Rio Grande do Sul, Rio de Janeiro e Distrito Federal |
| 4ª              | Espanhóis               | Todo o Brasil |
| 5ª              | Japoneses               | São Paulo, Paraná, Mato Grosso do Sul, Pará e Distrito Federal                                                        |
| 6°              | Alemães                 | Espírito Santo, Paraná, Santa Catarina e Rio Grande do Sul                                                            |

A partir da década de 70, o fluxo de migração entre o Brasil e o resto do mundo se inverteu, havendo, hoje em dia, uma predominância da emigração (saída da população). A princípio foi a vez de agricultores do Sul do Brasil irem se instalar no Paraguai e Uruguai, como consequência da expansão da fronteira agrícola brasileira para o Oeste da região Sul e para o Mato Grosso do Sul, chamados "brasilguaios".
Na década de 1980, a recessão econômica fez com que muitos brasileiros procurassem uma vida melhor em países estrangeiros. O principal destino foram os Estados Unidos, seguidos pelo Japão. No Brasil, os filhos e netos de japoneses que vão trabalhar temporariamente lá são chamados de "dekasseguis".

### Migrações recentes para a Europa
A migração é um fenómeno que afeta cada vez mais a União Europeia e o Parlamento Europeu é frequentemente chamado a pronunciar-se sobre diversas questões relacionadas com o assunto. Existem quatro a oito milhões de imigrantes ilegais na União Europeia, o que tem efeitos diversificados no mercado de trabalho, podendo distorcer os salários e a concorrência nos países de destino.

### Migrações recentes para a América
A crise no continente europeu aumentou a migração para o continente americano. Entre todos os países da América o Estados unidos é o país que mais recebe imigrantes desde o século XVI até a metade do século XX. Após esse período a maioria dos imigrantes passou a ser de origem latina, principalmente do México.
Apesar de os Estados Unidos serem o principal destino dos migrantes latino-americanos, hoje em dia é possível notar uma grande mudança, pois muitos latinos estão migrando mais para outros países da própria America Latina.

## Migrações pendulares
Migrações pendulares são simples fluxos populacionais que não correspondem verdadeiramente a migrações, pois não são realizados com intuito de mudança definitiva, estando embutida na saída do indivíduo a ideia concreta do seu retorno ao local de origem, e por isso o uso do termo "movimento pendular de população". Diferencia-se do conceito de migração por não ter caráter permanente.
Alguns exemplos de migrações pendulares: deslocamento realizado pelo bóia-fria; viagens de residentes em cidade dormitório, que são realizadas por pessoas que moram em uma determinada cidade e trabalham em outra; o deslocamento de fins de semana e de férias, com objetivos de lazer e descanso (viagem), que é o principal fator de congestionamentos nas estradas que partem das grandes metrópoles, em fins de semana e vésperas de feriados.

## Transumância
É o deslocamento da população em caráter temporário por fatores sazonais e econômicos.
É basicamente migração de uma zona rural para outra, podendo ser dividida em periódica ou sazonal. A transumância periódica é realizada por um determinado período de tempo, o caso dos pastores que permanecem, durante o inverno, na planície e nos vales, com seus rebanhos e no verão, deslocam-se para as encostas montanhosas (característico de regiões da Europa, Ásia e África). Sazona: é uma transumância onde o deslocamento é em função de épocas do ano (caso dos boias-frias da Amazônia).
Migrações humanas em grande escala podem:
- Trata-se de migrações em massa na história e em tempos modernos.
- Völkerwanderung ("o andar do povo") fala de um modo mais específico sobre os movimentos do povo germânico durante a Era das Migrações na Europa, que separou a Antiguidade da Idade Média.